# 備後国
備後国（びんごのくに）は、かつて日本の地方行政区分だった令制国の一つ。山陽道に属する。

## 「備後」の名称と由来
吉備国を備前国（後に美作国も再分割）、備中国、備後国に三分して設けられ、藤原宮からでた木簡に「吉備後」と表記したものがある。平安時代の『和名類聚抄』は、備後国を「きびのみちのしりのくに」と読む。

## 領域
明治維新の直前の領域は、広島県府中市、庄原市、世羅郡、神石郡の全域および福山市の大部分（大門町の一部を除く）、尾道市の大部分（瀬戸田町各町・因島洲江町・因島原町を除く）、三次市の大部分（秋町・粟屋町を除く）、三原市の一部（大和町萩原・大和町福田・大和町蔵宗・大和町篠・大和町上徳良・大和町下徳良および概ね円一町、宮沖、皆実、宮浦、頼兼、大畑町、八幡町垣内、久井町坂井原、久井町羽倉、久井町泉以東）、東広島市の一部（豊栄町飯田・豊栄町吉原）、岡山県笠岡市の一部（用之江の一部）、島根県仁多郡奥出雲町の一部（八川字三井野）にあたる。

## 沿革
7世紀後半に、吉備国を備前国（後に美作国も再分割）、備中国、備後国に三分して設けられた。
三次市の市街地の南丘陵に立地する下本谷遺跡は、三次郡の郡家遺跡であり、広島県で唯一発掘調査によって確認されたものである。奈良時代後半から平安時代初期までに4回の改作が行われている。東西54メートル、南北114メートルの柵内に庁屋（ちょうのや）・副屋（そうのや）・向屋（むかいや）が設けられ、その南に倉庫群が建てられていた。遺跡の大部分が破壊されてしまっているが、他の郡家遺跡と共通するところが多い。
海岸部は瀬戸内海の中間点に位置し、鞆の浦（福山市）や尾道（尾道市）は重要な港として古代より栄え続けた。
神護景雲2年（768年）に全国から9人の善行の者が選ばれ終身の田租が免ぜられる表彰を得た中に備後国葦田郡の人で網引公金村の名が見られる。8歳で父に代わって公務に就き父母に孝養を尽くして爵二級に叙されたとある。
江戸時代には、有力外様大名がひしめく山陽道に睨みをきかす意味で備後国南東部と備中国南西部の一部に備後福山藩が置かれ、初代の水野勝成をはじめとする有力譜代大名や徳川一門が藩主を務めた。尾道は安芸広島藩領の港町として栄えた。三原には広島藩の支城が設けられ代々広島藩筆頭家老の浅野家が城主を務めた。三次にも当初、広島藩の支藩があったが取り潰された。後に一部は豊前中津藩領となる。
水野福山藩が断絶後は現在の府中市北部や甲奴郡は幕府天領、神石郡などの一部は豊前国中津藩領になった。
明治維新後の廃藩置県に伴って、備後国東南部に現在の福山市を県庁とする福山県が設立され、続いて隣接の倉敷県と統合されて現在の福山市を県庁とする深津県が設立されたが、短期間で県庁が現在の笠岡市に変更となり小田県へと改称した。1875年（明治8年）には小田県が岡山市に県庁を置く岡山県へ編入された。1876年（明治9年）に再び備後地方のみ分割され、広島県へと編入されたまま今日に至る。

### 近世以降の沿革
- 「旧高旧領取調帳」に記載されている明治初年時点での国内の支配は以下の通り（563村・315,090石余）。幕府領は倉敷代官所が管轄。太字は当該郡内に藩庁が所在。国名のあるものは飛地領。
  - 御調郡（100村・39,680石余） - 安芸広島藩
  - 甲奴郡（32村・15,576石余） - 幕府領、安芸広島藩、豊前中津藩
  - 世羅郡（50村・33,650石余） - 安芸広島藩
  - 三谿郡（38村・19,342石余） - 安芸広島藩
  - 奴可郡（40村・19,707石余） - 安芸広島藩
  - 三上郡（18村・13,637石余） - 安芸広島藩
  - 三次郡（52村・21,470石余） - 安芸広島藩
  - 恵蘇郡（45村・22,398石余） - 安芸広島藩
  - 深津郡（29村・26,851石余） - 福山藩
  - 沼隈郡（43村・26,425石余） - 福山藩
  - 芦田郡（28村・17,567石余） - 福山藩
  - 品治郡（21村・11,709石余） - 福山藩
  - 安那郡（29村・24,734石余） - 福山藩、豊前中津藩
  - 神石郡（38村・22,338石余） - 幕府領、福山藩、豊前中津藩
- 慶応4年5月16日（1868年7月5日） - 幕府領が倉敷県の管轄となる。
- 明治4年
  - 7月14日（1871年8月29日） - 廃藩置県により、藩領が福山県および広島県、中津県の飛地となる。
  - 11月15日（1871年12月26日） - 第1次府県統合により、沼隈郡・深津郡・安那郡・品治郡・芦田郡・神石郡が深津県、御調郡・世羅郡・三谿郡・三上郡・奴可郡・甲奴郡・三次郡・恵蘇郡が広島県の管轄となる。
- 明治5年6月5日（1872年7月10日） - 深津県が改称して小田県となる。
- 明治8年（1875年）12月20日 - 小田県の管轄区域が岡山県の管轄となる。
- 明治9年（1876年）4月18日 - 全域が広島県の管轄となる。
- 昭和28年（1953年）12月1日 - 比婆郡（旧・奴可郡）八鉾村の一部（油木字三井野の一部）が島根県仁多郡八川村に編入（越境合併）。
- 昭和41年（1966年）11月1日 - 岡山県笠岡市茂平字堂面及び坂里の区域の各一部を編入　大門町野々浜字カチヤ坂の一部）が岡山県笠岡市に編入。

## 国内の施設

### 国府
備後国府は芦田郡、現在の広島県府中市元町付近に所在したとされ、現在まで数度にわたる発掘調査の結果、2016年6月に国の史跡指定が内定した。また、府中市では備後国府まつりを開催している。

### 国分寺・国分尼寺

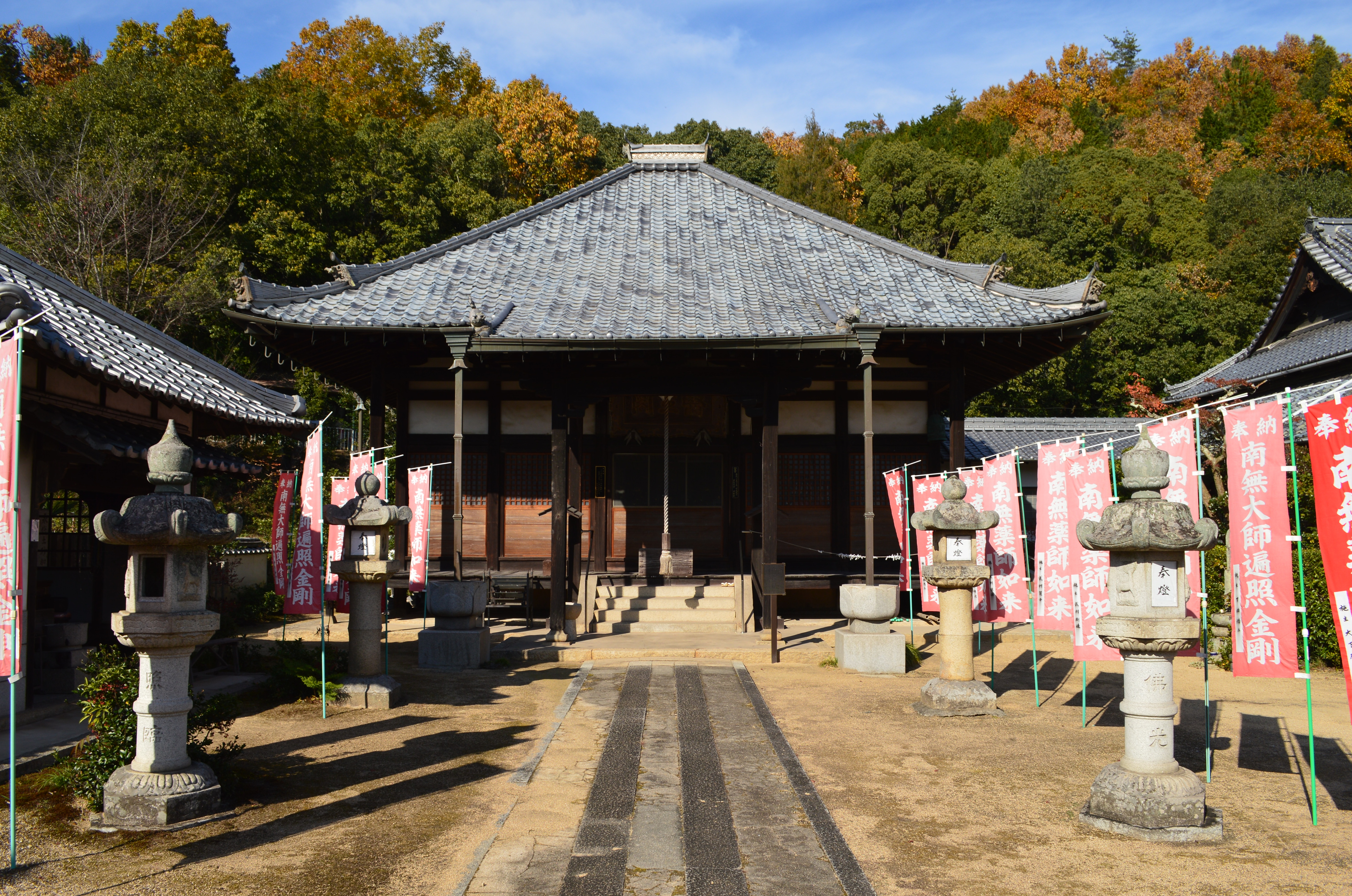
備後国分寺

- 備後国分寺 （福山市神辺町下御領、北緯34度33分47.28秒 東経133度23分37.90秒 / 北緯34.5631333度 東経133.3938611度）
昔の国分寺は江戸時代に土石流で流されて壊滅したが、伽藍を移し再建した（現 唐尾山医王院国分寺）。

国分尼寺跡は国分寺と共通の瓦が出土し、近隣でもある神辺町西中条の小山池廃寺跡にあったとされる。

### 神社
延喜式内社
『延喜式神名帳』には、小社17座17社が記載されている（備後国の式内社一覧参照）。大社はない。
総社・一宮以下

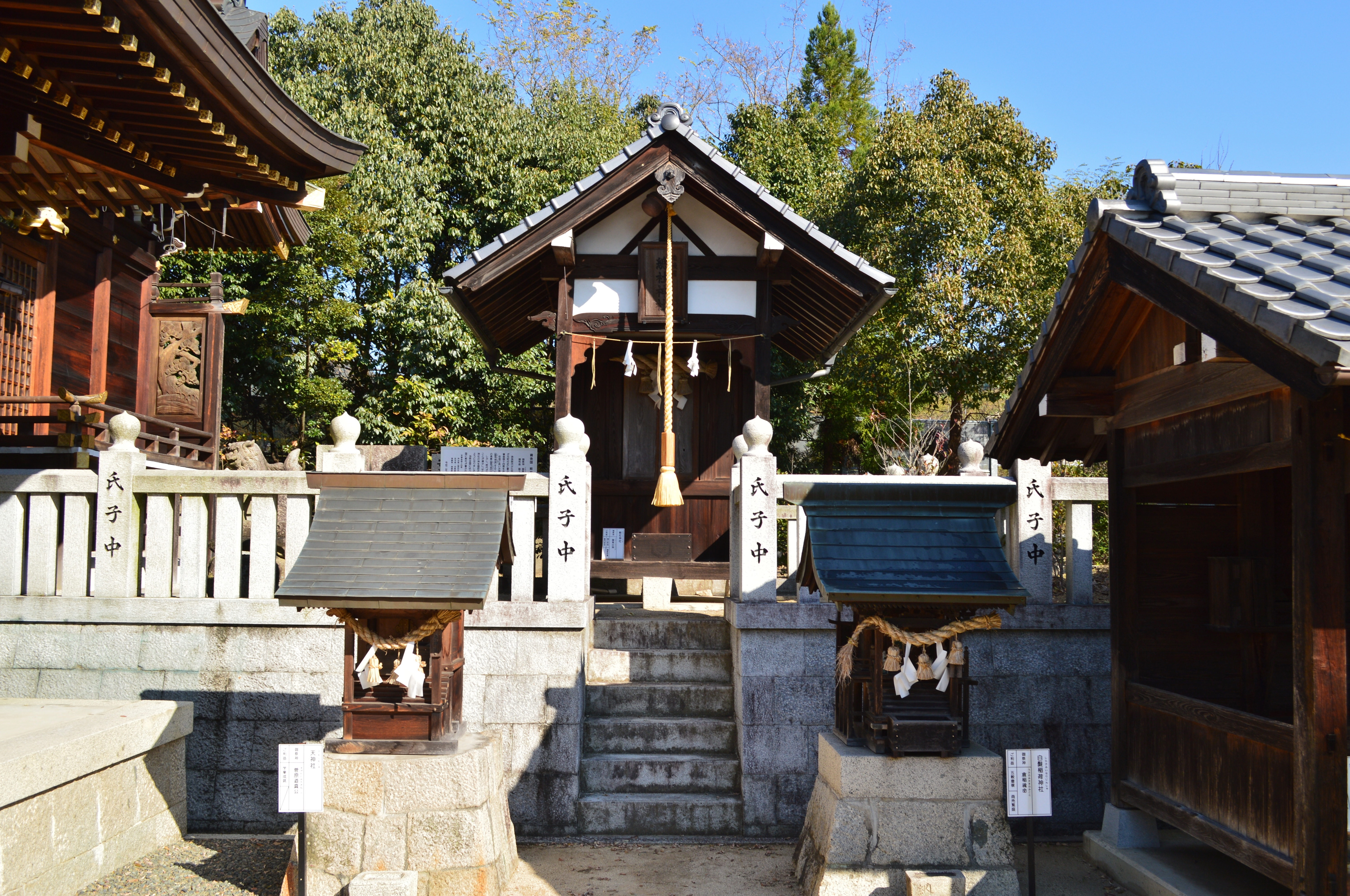
総社神社（小野神社境内社）

- 総社：総社神社 （府中市元町、北緯34度34分37.42秒 東経133度14分28.05秒 / 北緯34.5770611度 東経133.2411250度）

小野神社境内社。元々別の場所にあったが、衰退して小野神社境内に遷座されたとされる。元の場所は不明。
- 一宮
  - 吉備津神社 （福山市新市町宮内、北緯34度34分09.61秒 東経133度16分15.85秒 / 北緯34.5693361度 東経133.2710694度）
社伝では平安時代に備中国の吉備津神社（岡山県岡山市）から分立したというが、実際には12世紀ごろに創建されたものとみられ、一宮と称されるのは中世以降。
  - 素盞嗚神社 （福山市新市町戸手、北緯34度33分09.66秒 東経133度16分45.67秒 / 北緯34.5526833度 東経133.2793528度）
上記の吉備津神社とともに一宮に数えられる場合がある。
- 二宮:真宮神社（福山市新市町常）

一宮である吉備津神社、三宮である府中市栗柄町の南宮神社と共に備後崇敬三社として信仰を集めた。
- 二宮：二宮神社 （福山市神辺町八尋、北緯34度33分49.72秒 東経133度24分54.94秒 / 北緯34.5638111度 東経133.4152611度）

- 三宮：南宮神社

### 安国寺利生塔
- 備後安国寺 （福山市鞆町後地）

### その他
- 備後護国神社 （福山市丸之内一丁目） - 戊辰戦争以来の旧備後国内出身者の戦歿者と福山藩主阿部家歴代を祭神としている。
- 国司神社（くにしじんじゃ） （広島県福山市芦田町上有地423） - 吉備国の国司として、吉備大宰を務めた石川王を祭神としている。

## 地域

### 郡

#### 郡一覧
- 安那郡
  1. 全6郷。「やすな」という。『和名類聚抄』は「夜須奈」と訓ずる。また「あな」ともいう。字体は「婀娜」と書くこともある。（『日本書紀』広国押武金日天皇2年5月9日（535年6月24日）条には「婀娜国」とある。）
  2. 1898年（明治31年）10月1日に深津郡と統合し、深安郡の一部となる。
- 深津郡
  1. 全3郷。養老5年4月20日（721年5月20日）、安那郡の一部を割いて成立。
  2. 1898年（明治31年）10月1日に安那郡と統合され、深安郡の一部となる。
- 神石郡
  1. 全4郷。「かめし」という。「かみし」・「じんせき」とも呼ばれる。字体は「亀石」とも表記される。
  2. 『日本書紀』天渟中原瀛真人天皇2年3月17日（673年4月8日）条に「亀石郡」とある。
- 奴可郡
全4郷。1898年（明治31年）10月1日に三上郡・恵蘇郡と統合され、比婆郡の一部となる。
- 沼隈郡
全4郷。
- 品治郡
  1. 全7郷。「ほんぢ」という。また、「ほんち」とも。字体は「品遅」とも表記される。
  2. 1898年（明治31年）10月1日に芦田郡と統合され廃止。蘆品郡の一部となる。
- 葦田郡
  1. 全6郷。「芦田」・「蘆田」とも表記される。
  2. 和銅2年10月8日（709年11月13日）、品遅（品治）郡から3里を編入する。
  3. 1898年（明治31年）10月1日に品治郡と統合し、蘆品郡の一部となる。
- 甲奴郡
全3郷。「甲努」とも表記される。芦田郡より分離し成立。和銅2年10月8日（709年11月13日）、甲努郡甲努村に郡を建てる。
- 三上郡
全5郷。1898年（明治31年）10月1日に廃止され比婆郡の一部となる。
- 恵蘇郡
全3郷。1898年（明治31年）10月1日に三上郡・奴可郡と統合し比婆郡の一部となる。
- 御調郡
全7郷。「みつき」という。「みつぎ」とも呼ばれる。また、「御月」・「三月」とも表記される。
1898年（明治31年）4月1日、尾道町が尾道市となる。
- 世羅郡・・・全4郷。
- 三谿郡
全5郷。1898年（明治31年）10月1日に廃止され、双三郡の一部となる。
- 三次郡
全4郷。1898年（明治31年）10月1日、三谿郡と統合し、双三郡の一部となる。
- 吉刀郡
『拾芥抄』に記載されるが仔細不明。

#### 郡の変遷史
1. 律書残篇・延喜式はともに14郡とする。奈良時代に甲奴郡が葦田郡から、深津郡が安那郡から分かれているので、備後国の成立当初は12郡であると思われる。
2. 鎌倉時代中期成立とみられる『拾芥抄』は吉刀郡を加え15郡を載せる。
3. 1898年（明治31年）4月1日、御調郡尾道町に市制を施行する。御調郡から離れて尾道市となる。14郡1市となる。
4. 1898年（明治31年）10月1日、郡制施行のため9郡を廃し、4郡を置く。9郡1市となる。

### 江戸時代の藩
- 安芸広島藩、福島氏 (49万8000石)、浅野氏(42万6000石)
- 備後福山藩、水野家（10.1万石）→天領→奥平松平家（10万石）→阿部家（10万石）
- 三次藩（広島藩支藩、5万石）

## 人物

### 国司

#### 備後守
- 波多朝臣足人：天平勝宝6年（754年）任官[3]
- 上道正道：天平宝字8年正月（764年）任官
- 藤原園人：延暦8年（789年）任官
- 藤原氏助：寛平元年（889年）任官
- 藤原忠平：寛平9年（897年）任官（権守）
- 橘惟風：延長元年（923年）任官
- 藤原元名：延長5年（927年）任官
- 源信明：天暦元年（947年）任官
- 藤原朝成：天暦3年（949年）任官（権守）
- 藤原致忠：天徳3年（959年）任官
- 藤原行成：長保元年（999年）任官
- 藤原祐家：康平2年（1059年）任官（権守）
- 源資賢：久安2年（1146年）任官
- 源行家：寿永2年（1183年）任官
- 源家長：1210年頃

#### 備後介
- 山口佐美麻呂:宝亀3年（772年）任官
- 石川諸足：宝亀5年（774年）任官
- 市往福貞
- 大江維時
- 藤原道隆：貞元元年（976年）任官（権介）
- 藤原行成： 正暦元年（990年）任官（権介）
- 藤原為通：永治2年（1142年）任官（権介）
- 藤原実宗：保元4年（1159年）任官
- 丹波雅忠
- 今出川公直

### 守護

#### 鎌倉幕府
- 1184年～？ - 土肥実平
- 1223年～？ - 長井時広
- 1264年～？ - 長井泰重
- 1286年～？ - 長井頼重
- 1320年～？ - 長井貞重

#### 室町幕府
- 1335年～1338年 - 朝山景連
- 1338年～1339年 - 仁木義長
- 1339年～1340年 - 石橋和義
- 1340年～1342年 - 細川頼春
- 1342年～1349年 - 高師泰
- 1349年～1351年 - 細川頼春
- 1351年 - 上杉重季
- 1351年～1356年 - 岩松頼宥
- 1356年～1365年 - 細川頼有
- 1365年～1371年 - 渋川義行
- 1371年～1379年 - 今川貞世
- 1379年～1389年 - 山名時義
- 1389年～1390年 - 山名義熙
- 1390年～1392年 - 細川頼之
- 1392年～1400年 - 細川頼長・細川基之
- 1401年～1433年 - 山名時熙
- 1433年～1454年 - 山名持豊
- 1454年～1462年 - 山名教豊
- 1462年～1476年 - 山名是豊[注 2]
- 1476年～1487年 - 山名政豊
- 1489年～1497年 - 山名俊豊
- 1499年～1512年 - 山名致豊
- 1512年～1528年 - 山名誠豊
- 1552年～1561年 - 尼子晴久
- 1562年～1563年 - 毛利隆元

### 国人
安那郡
深津郡
- 杉原氏
- 有地氏
- 古志氏
- 渡辺氏

神石郡
- 馬屋原氏
- 宮氏 - 五郎左ェ門家

奴可郡
- 久代氏 - 宮氏の派生氏族。
- 奴可氏 - 平家方に付き没落。宮氏の祖との説もある[6]。

沼隈郡
- 遠部氏 - 沼隈山王山城主　南北朝時代に南朝方として活躍した遠部山城守。　古くは、那須与一宗隆を輩出した那須氏が祖。品治郡永谷城桑原伊賀守重信と共に楠木正成へ身終わるまで忠志を尽くしたという。

品治郡
- 宮氏 - 新市。亀寿山城主。室町幕府奉公衆であるだけでなく、政盛は御供衆として守護並の格式を誇った。名族として知られ備後国人でも最大の勢力であり、久代氏・有地氏など多くの派生氏族を生んでそれらも備後の有力国人となっている。南北朝時代には備中守護にも就任。
- 桑原氏 - 品治郡永谷城主　桑原伊賀守重信

芦田郡
甲奴郡
- 新見氏 - 甲奴郡小堀村。備中新見氏の派生で、「毛利元就他十七名連署契状」に署名している[7]。
- 田総氏

三上郡
恵蘇郡
- 多賀山氏 - 地毗庄。蔀山城主。本来山内氏はこの場所の地頭として基盤を築いたが、本家は南隣に進出し、兄弟が多賀山氏となってこの地に残った。
- 山内首藤氏 - 山内。甲山城主。相模国山内庄が名字の地だが、1316年（正和5年）に総領家が備後に移った。山名氏の下で守護代を務め、大きな勢力を持つ国人であった。

御調郡
世羅郡
- 湯浅氏
- 上原氏
- 楢崎氏 - 備中楢崎氏の派生と見られる。「毛利元就他十七名連署契状」に署名。芦田郡にも一族有り。

三谿郡
- 和智氏 - 本姓広沢氏。初期は二ッ山城、後に南天山城に移った。
- 江田氏 - 江田。本姓広沢氏。旗返山城主。和智氏と同族で時に両広沢とも呼ばれる協力関係にあった。[8]

三次郡
- 三吉氏 - 三吉郷。比叡尾山城主。

### 戦国大名
- 備後山内氏
- 小早川氏
- 尼子氏

### 織豊大名
- 毛利氏 - 毛利輝元が備中高松城の戦いで秀吉と和議を結んで以来豊臣氏に従属し、周防・長門・安芸・石見・出雲・備後と合わせて伯耆と備中の過半をそのまま支配した。

### 武家官位としての備後守

#### 江戸時代以前
- 小早川氏
  - 小早川宣平 鎌倉時代末期 - 南北朝時代の武将。
  - 小早川貞平（宣平の子） 南北朝時代の武将。
  - 小早川熈平（貞平の曾孫） 室町時代中期の武将。
  - 小早川正平（熈平の玄孫） 戦国時代の武将。
- 織田氏
  - 織田良信
  - 織田信房
  - 織田敏信 尾張国守護代
  - 織田信秀（織田信長の父）
- その他
  - 赤座直保
  - 和田家勝
  - 和田家弘
  - 和田範長（和田備後二郎範長）：元弘2年（1332年）[9]
  - 児島高徳（児島備後三郎高徳）
  - 石川貞通

#### 江戸時代
- 上総五井藩有馬家
  - 有馬氏保：第2代藩主
  - 有馬久保：第3代藩主
  - 有馬氏郁：第5代藩主
- 遠江掛川藩太田家
  - 太田資直：太田家3代。駿河田中藩初代藩主
  - 太田資言：太田家8代。遠江掛川藩第4代藩主
  - 太田資始：太田家9代。遠江掛川藩第5代藩主
- 日向延岡藩内藤家
  - 内藤政樹：初代藩主
  - 内藤政脩：第3代藩主
  - 内藤政和：第5代藩主
  - 内藤政順：第6代藩主
  - 内藤政挙：第8代藩主
- 美作勝山藩三浦家
  - 三浦明次：初代藩主
  - 三浦矩次：第2代藩主
  - 三浦前次：第3代藩主
  - 三浦毗次：第4代藩主
  - 三浦誠次：第5代藩主
  - 三浦義次：第7代藩主
  - 三浦弘次：第9代藩主
  - 三浦顕次：第10代藩主
- その他
  - 有馬氏久：伊勢西条藩第2代藩主
  - 稲垣重定：近江山上藩初代藩主
  - 稲葉正善：安房館山藩第5代藩主
  - 岡部長泰：和泉岸和田藩第3代藩主
  - 京極高明：丹後峰山藩第3代藩主
  - 京極高長：丹後峰山藩第5代藩主
  - 酒井忠利：駿河田中藩初代藩主・武蔵川越藩初代藩主・老中
  - 酒井忠胤：安房勝山藩の第2代藩主。
  - 戸田忠綱：下野高徳藩第2代藩主・下総曾我野藩初代藩主
  - 永井直英：摂津高槻藩第5代藩主
  - 南部信恩：陸奥盛岡藩第5代藩主
  - 福島忠勝：信濃高井野藩第2代藩主。福島正則の次男
  - 牧野貞通：常陸笠間藩初代藩主
  - 牧野貞長：常陸笠間藩第2代藩主・老中
  - 牧野成貞：下総関宿藩初代藩主（再封）
  - 牧野成央：三河吉田藩第2代藩主・日向延岡藩初代藩主
  - 三浦明喬：三河刈谷藩第2代藩主
  - 水野勝貞：備後福山藩第3代藩主
  - 水野元綱：三河新城藩第2代藩主・上野安中藩初代藩主
  - 三宅康之：三河田原藩第5代藩主